# 主格

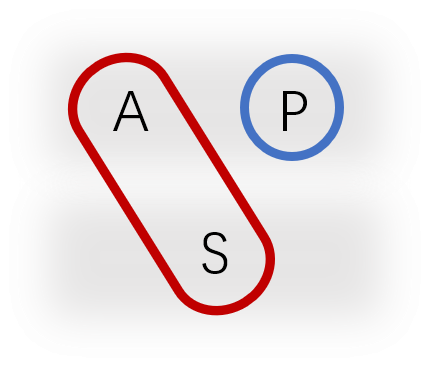
主宾格語言的「宾格阵线」

主格（拉丁語：casus nominativus，缩写：NOM），德语和俄语语法称之为第一格，是作通格語言中，标定及物動詞句施事论元和不及物动词句变元（A=S）的語法格，传统语法上标示主格的通常就是动词的主语；与之相对，及物动词句的受事论元（P）则为宾格。
主格在拉丁语和古英语中都有。现在的英语中仍然存在于与宾格相反的主格代名词 I、we、he、she 以及 they。古英语的用法包括 ye 以及单数第二人称代词 thou。

## 外部連結
- German nominative case （页面存档备份，存于） A lesson covering the nominative case in the German language
- Russian Nominative:  （页面存档备份，存于）, ,